# Comuna Mîkîtîci, Volodîmîr-Volînskîi
Mîkîtîci (în ucraineană Микитичі) este o comună în raionul Volodîmîr-Volînskîi, regiunea Volînia, Ucraina, formată din satele Kladniv, Korîtnîțea, Mîkîtîci (reședința) și Novînî.

## Demografie
Componența lingvistică a satului Mîkîtîci
     Ucraineană (98,97%)
     Alte limbi (1,03%)
Conform recensământului din 2001, majoritatea populației satului Mîkîtîci era vorbitoare de ucraineană (98,97%), existând în minoritate și vorbitori de alte limbi.